# Altica humboldtensis
Altica humboldtensis är en skalbaggsart som beskrevs av Henry Clinton Fall 1922. Altica humboldtensis ingår i släktet Altica och familjen bladbaggar. Inga underarter finns listade i Catalogue of Life.